# Boiorix
Boiorix fue un rey de la tribu germánico-céltica de los cimbrios durante la Guerra cimbria.

## Biografía

### Orígenes
Fue el líder que condujo, al menos en parte, la terrible marcha de los cimbrios. No se conocen ni su lugar de nacimiento, ni sus orígenes. Algunos creen que en realidad no era cimbrio, sino más bien celta. Su nombre, de hecho, se compone de dos recordatorios importantes: el Boii era una tribu celta originalmente asentada en Nórico, en contacto directo con los germanos; el sufijo rix es común en muchos líderes galos (Vercingetorix) y significa "rey", "líder". Es posible también que perteneciera a un grupo de boyos que se hubiera unido a la migración de los cimbrios, como podría ser un cimbrio famoso por haber ganado una batalla desconocida contra los boyos.

### Guerra contra Roma

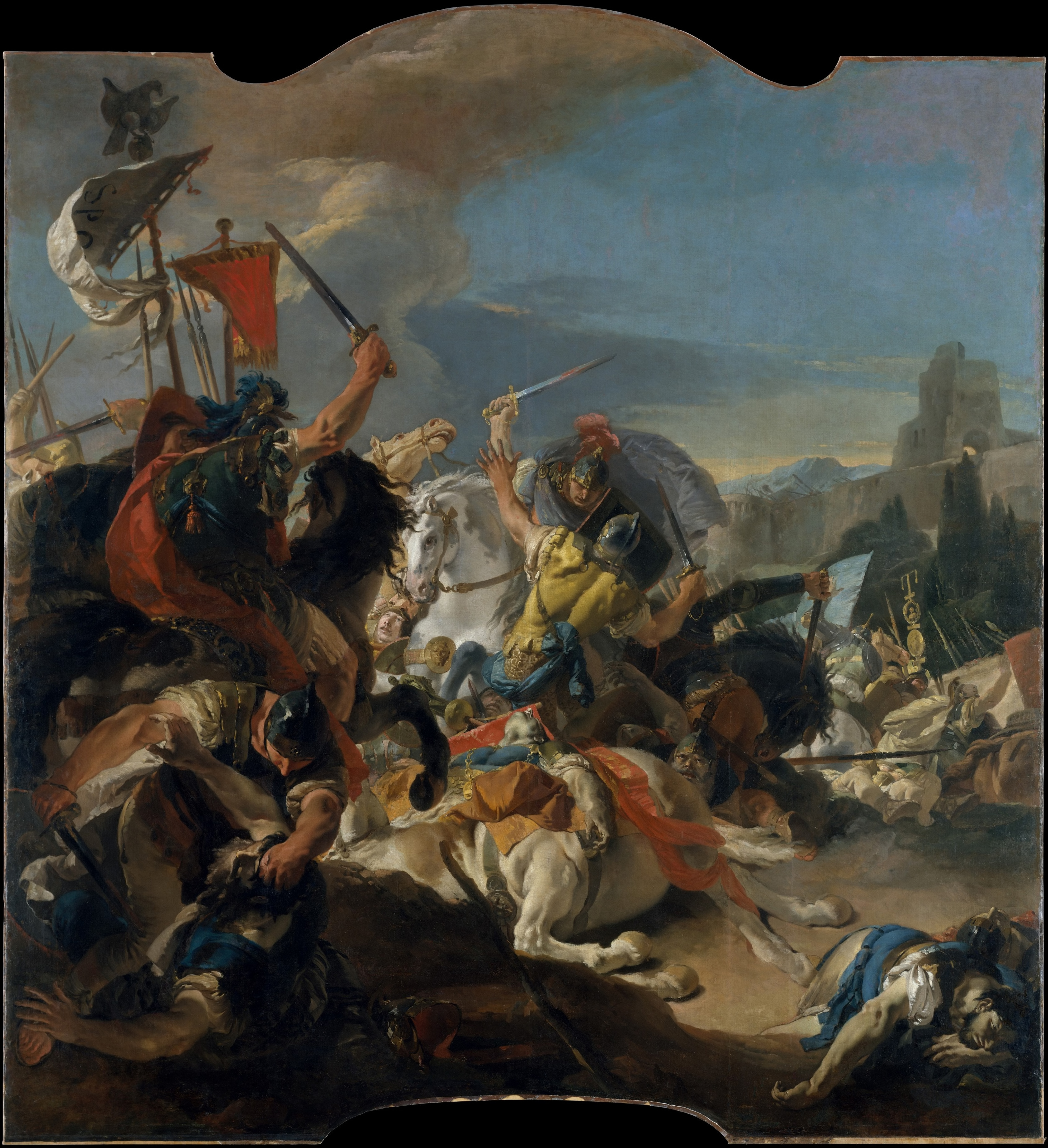
La batalla de Vercelas, por Giovanni Battista Tiepolo, 1725-1729.

Consiguió el apoyo de los tigurinos para invadir la península itálica, y su logro más notable fue una espectacular victoria contra la república romana en la batalla de Arausio en 105 a. C., cuando estuvo al frente de una enorme coalición de 300 000 cimbrios y teutones. Más avanzada, la guerra fue derrotado y muerto junto con el otro líder cimbrio Lugius en la batalla de Vercelas, librada el 30 de julio de 101 a. C., cuando comandaba un ejército formado por 200 000 cimbrios. Los otros líderes cimbrios Claodicus y Caesorix fueron capturados.

### Citas
1. 1 2  Mommsen, 1863, p. 193.
2. 1 2  Rivet, 1988, p. 52.
3. 1 2  Delbrück, 1990, p. 298.
4. 1 2 3  Tito Livio. «Periochae of Books 66-70» (en inglés). Archivado desde el original el 4 de octubre de 2018. Consultado el 31 de julio de 2014.
5. ↑  Manfredi, 2000.
6. ↑  Fischer-Fabian, 1985.
7. ↑  Sampson, 2010, p. 175.